# Moville (Ierland)
Moville (Iers: Magh Bhile) is een plaats in het noorden van Ierland, gelegen in de County Donegal en op het schiereiland Inishowen.